# Asociación Universal de Desarrollo Negro y la Liga de Comunidades Africanas
La Asociación Universal de Desarrollo Negro y la Liga de Comunidades Africanas (UNIA, por sus siglas en inglés) es una organización internacional creada por Marcus Garvey en Kingston, Jamaica en 1914. Se trata de una organización segregacionista, proponente del supremacismo negro, del orgullo negro, y del panafricanismo.  Su lema es "Un Dios, un Objetivo, un Destino".
La segunda persona más importante en UNIA fue la segunda esposa de Garvey, Amy Jacques Garvey, pese a nunca haber sido electa a cargo alguno en la organización.
La organización es también conocida por sus siglas en inglés UNIA-ACL o simplemente UNIA.

Bandera adoptada por la UNIA en 1920.

## Bilbliografía
- Matthews, Mark D. (mayo-junio de 1979). «"OUR WOMEN AND WHAT THEY THINK," AMY JACQUES GARVEY AND "THE NEGRO WORLD"». The Black Scholar (en inglés) (Taylor & Francis) 10 (8/9). ISSN 0006-4246. Consultado el 31 de enero de 2025.